# Acusilas
Acusilas es un género de arañas araneomorfas de la familia Araneidae. Se encuentra en África subsahariana y Asia.

## Lista de especies
Según The World Spider Catalog 12.0:
- Acusilas africanus Simon, 1895
- Acusilas callidus Schmidt & Scharff, 2008
- Acusilas coccineus Simon, 1895
- Acusilas dahoneus Barrion & Litsinger, 1995
- Acusilas lepidus (Thorell, 1898)
- Acusilas malaccensis Murphy & Murphy, 1983
- Acusilas spiralis Schmidt & Scharff, 2008
- Acusilas vei Schmidt & Scharff, 2008
- Acusilas vilei Schmidt & Scharff, 2008